# Ladislav Fišer (fotbalista)
Ladislav Fišer (* 3. října 1928) je bývalý český fotbalista, obránce a záložník.

## Fotbalová kariéra
V československé lize hrál za Bohemians Praha, ATK Praha a Dynamo Praha. Nastoupil ve 147 ligových utkáních a dal 2 góly. Za reprezentační B-tým nastoupil ve 2 utkáních. Dorostenecký mistr Čech a Moravy 1946.

## Ligová bilance
| Ročník                                     | Zápasy | Góly | Klub                     |
| ------------------------------------------ | ------ | ---- | ------------------------ |
| Státní liga 1947/48                        | 5      | 0    | AFK Bohemians Vršovice   |
| Státní liga 1948                           | 11     | 0    | AFK Bohemians Praha      |
| Celostátní československé mistrovství 1949 | 19     | 0    | Železničáří Praha        |
| Celostátní československé mistrovství 1950 | 26     | 1    | Železničáří Praha        |
| Mistrovství československé republiky 1951  | -      | 0    | ATK Praha                |
| Mistrovství československé republiky 1951  | 22     | 0    | Železničáří Praha        |
| Přebor československé republiky 1954       | -      | 1    | Dynamo Praha             |
| 1. československá fotbalová liga 1958/59   | 26     | 0    | Spartak Praha Stalingrad |
| 1. československá fotbalová liga 1959/60   | 14     | 0    | Spartak Praha Stalingrad |
| CELKEM                                     | 147    | 2    |                          |